# Tateidae
Famille
Synonymes
- sous-famille Tateinae Thiele, 1925

Les Tateidae sont une famille de mollusques gastéropodes aquatique de l'ordre des Littorinimorpha. 

## Synonymes
- famille Potamopyrgidae F. C. Baker, 1928[1]
- sous-famille Potamopyrginae Boeters, 1984[2]
- sous-famille Hemistomiinae Thiele, 1929[1]
- sous-famille Tateinae Thiele, 1925[2]

## Liste des genres
Selon World Register of Marine Species (17 septembre 2020) :
- genre Ascorhis Ponder & G. A. Clark, 1988
- genre Austropyrgus Cotton, 1942
- genre Beddomeia Petterd, 1889
- genre Caldicochlea Ponder, 1997
- genre Caledoconcha Haase & Bouchet, 1998
- genre Carnarvoncochlea Ponder, W.-H. Zhang, Hallan & Shea, 2019
- genre Catapyrgus Climo, 1974
- genre Conondalia Ponder, W.-H. Zhang, Hallan & Shea, 2019
- genre Crosseana Zielske & Haase, 2015
- genre Edgbastonia Ponder, 2008
- genre Eulodrobia Ponder, W.-H. Zhang, Hallan & Shea, 2019
- genre Fluvidona Iredale, 1937
- genre Fluviopupa Pilsbry, 1911
- genre Fonscochlea Ponder, Hershler & B. W. Jenkins, 1989
- genre Hadopyrgus Climo, 1974
- genre Halopyrgus Haase, 2008
- genre Hemistomia Crosse, 1872
- genre Indopyrgus Thiele, 1928
- genre Jardinella Ponder & G. A. Clark, 1990
- genre Kanakyella Haase & Bouchet, 1998
- genre Kuschelita Climo, 1974
- genre Leiorhagium Haase & Bouchet, 1998
- genre Leptopyrgus Haase, 2008
- genre Meridiopyrgus Haase, 2008
- genre Nanocochlea Ponder & G. A. Clark, 1993
- genre Novacaledonia Zielske & Haase, 2015
- genre Nundalia Ponder, W.-H. Zhang, Hallan & Shea, 2019
- genre Obtusopyrgus Haase, 2008
- genre Opacuincola Ponder, 1966
- genre Paxillostium N. Gardner, 1970
- genre Phrantela Iredale, 1943
- genre Pidaconomus Haase & Bouchet, 1998
- genre Platypyrgus Haase, 2008
- genre Posticobia Iredale, 1943
- genre Potamolithus Pilsbry, 1896
- genre Potamopyrgus Stimpson, 1865
- genre Pseudotricula Ponder, 1992
- genre Rakipyrgus Haase, 2008
- genre Rakiurapyrgus Haase, 2008
- genre Rivisessor Iredale, 1943
- genre Selmistomia R. Bernasconi, 1995
- genre Sororipyrgus Haase, 2008
- genre Springvalia Ponder, W.-H. Zhang, Hallan & Shea, 2019
- genre Strobelitatea Cazzaniga, 2017
- genre Sulawesidrobia Ponder & Haase, 2005
- genre Tatea Tenison Woods, 1879
- genre Tongapyrgus Haase, 2008
- genre Trochidrobia Ponder, Hershler & Jenkins, 1989
- genre Victodrobia Ponder & G. A. Clark, 1993
- genre Westrapyrgus Ponder, S. A. Clark & A. C. Miller, 1999